# Adamantan
Adamantanul este un compus organic cu formula chimică C
10H
16, fiind cel mai simplu cicloalcan din clasa diamantoidelor. Aranjamentul spațial al atomilor de carbon în molecula acestuia este similar cu cel din cristalele de diamant, astfel că denumirea compusului provine din greacă adamantinos („diamantin”).
Compusul a fost izolat din petrol în anul 1933, iar de atunci au fost sintetizați mulți derivați importanți, precum medicamente, materiale polimerice și lubrifianți termostabili.
Petrolul este singura sursă naturală de adamanatan, iar procentul în care se regăsește variază între 0,0001% și 0,03%, depinzând de sursa acestuia.

## Obținere și istoric

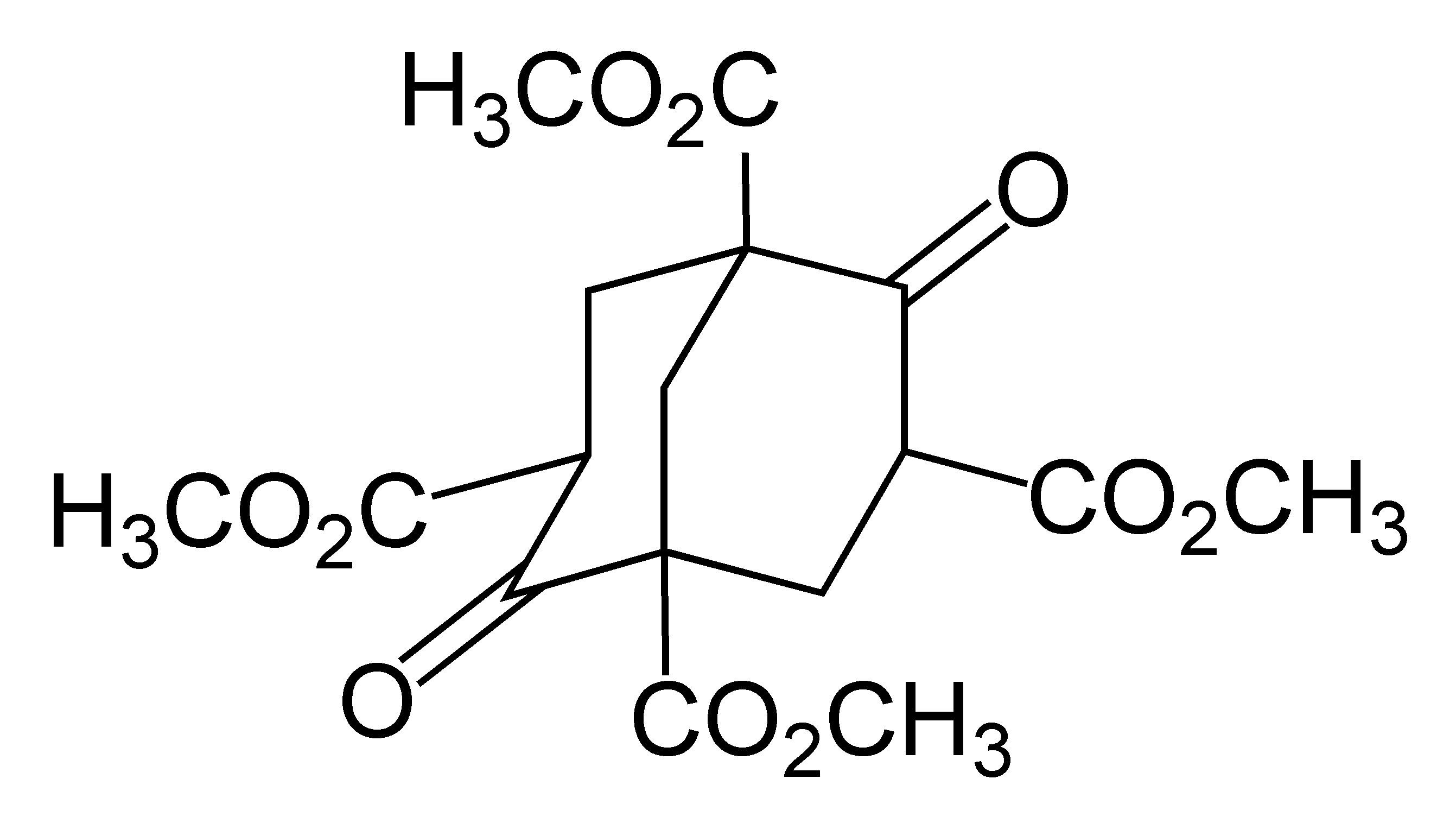
Esterul Meerwein

În 1924, H. Decker a sugerat existența adamantanului, pe care l-a denumit decaterpenă.
Prima încercare de sinteză a fost realizată în anul 1924 de către chimistul german Hans Meerwein și a presupus reacția dintre formaldehidă și malonat de dietil în prezența piperidinei. S-a obținut în schimb 1,3,5,7-tetracarbometoxibiciclo[3.3.1]nonan-2,6-diona (ulterior denumit esterul Meerwein), care a fost utilizată mai târziu în sinteza adamantanului și a derivaților săi. D. Bottger a încercat obținerea adamantanului din esterul Meerwein, dar a obținut triciclo-[3.3.1.13,7] în schimb.
Alți chimiști au încercat sintetizarea adamantanului utilizând floroglucinol și derivați de ciclohexanonă, dar nu au reușit.
Adamantanul a fost sintetizat pentru prima dată de către Vladimir Prelog în anul 1941 din esterul Meerwein. Procesul de obținere era în cinci etape și avea un randament de doar 0,16%, și se mai utilizează pentru obținerea unor derivați de adamantan.
Metoda lui Prelog a fost îmbunătățită în 1956, prin creșterea randamentului etapei de decarboxilare, mai exact prin adiția unor reacții Heinsdecker (11%) și Hoffman (24%). O metodă mai simplă a fost pusă la punct în 1957 de către Paul von Ragué Schleyer: diciclopentadiena a fost hidrogenată în prezența unui catalizator (de exemplu, dioxid de platină) și convertită în adamantan cu un acid Lewis (de exemplu, clorură de aluminiu). Metoda a crescut randamentul la 30-40% și a oferit o sursă bună de adamantan. Randamentul a fost crescut ulterior la 60% și chiar 98%:

## Proprietăți chimice

### Cation al adamantanului
Cationul adamantanului se poate obține în urma reacției dintre 1-fluoro-adamantan și SbF5 și prezintă o stabilitate crescută în comparație cu alți carbocationi, chiar și terțiari.
Dicationul 1,3-didehidroadamantanului a fost obținut în soluții de superacizi. Și acesta prezintă o stabilitate ridicată datorită unui fenomen de aromaticitate tridimensională sau homoaromaticitate.

### Reacții chimice

#### Reacția cu acid sulfuric
Majoritatea reacțiilor chimice date de adamantan au loc prin intermediul atomilor de carbon 3-coordinați, atomii 2-coordinații fiind mult mai puțin reactivi. Prin reacția cu acid sulfuric concentrat produc adamantanona:
Gruparea carbonilică din adamantanonă permite unele reacții suplimentare, obținându-se derivați precum 2-adamantancarbonitril și 2-metil-adamantan.

#### Bromurare
Adamantanul reacționează cu o varietate de agenți de bromurare, inclusiv cu bromul molecular. Compoziția și raportul produșilor de reacție depinde de condițiile de reacție și de prezența și natura catalizatorilor:
Prin fierbere cu brom rezultă adamantanul monobromosubstituit, 1-bromadamantanul. Substituția multiplă cu brom se face în prezența unui acid Lewis pe post de catalizator.

#### Fluorurare
Primele reacții de fluorurare a adamantanului au fost realizate utilizând 1-hidroxiadamantan și 1-aminoadamantan. Ulterior s-a realizat și fluorurarea directă a adamantanului. În toate cazurile, reacțiile au avut loc prin intermediul cationului adamantanului, care a reacționat apoi cu  agenții de fluorurare nucleofili. S-a raportat și fluorurarea cu fluor gazos.

#### Carboxilare
Carboxilarea adamantanului a fost raportată în anul 1960, utilizând acid formic ca agent de carboxilare și tetraclorură de carbon ca solvent:
terț-butanolul (t-BuOH) și acidul sulfuric au scopul de a genera cationul, care este apoi carboxilat sub acțiunea monoxidului de carbon generat in situ în urma reacției dintre acidul formic și sulfuric. Fracția de derivat carboxilic este de 55-60%.

#### Hidroxilare
Cel mai simplu alcool al adamantanului este 1-hidroxiadamantanul, care se obține în urma reacției de hidroliză a 1-bromadamantanului în soluție apoasă de acetonă. Se mai poate produce și prin reacția de ozonizare a adamantanului:

#### Alte reacții
Adamantanul reacționează și cu benzenul în prezența unui acid Lewis, dând o reacție Friedel-Crafts. Adamantanii aromatici substituiți pot fi obținuți plecând de la 1-hidroxiadamantan; reacția cu anisol merge în condiții normale și nu necesită catalizator.
Nitrarea adamantanului este greu de realizat și are randamente reduse. Un medicament, amantadina, se poate obține prin reacția adamantanului cu brom sau acid azotic, obținându-se bromoderivatul sau nitroesterul în poziția 1. Reacția celor doi cu acetonitril conduce la formarea unei acetamide, care este hidrolizată la 1-adamantilamină:

## Derivați

### Medicamente
Unii derivații adamanatanului sunt utilizați ca medicamente; primul utilizat, amantadina, este un antiviral și un agent antiparkinsonian. Alți derivați cu uz terapeutic includ: adapalen, adapromină, bromantan, carmantadină, clodantan, dopamantină, memantină, rimantadină, saxagliptină, tromantadină și vildagliptină. Polimerii adamantanului au fost patentați ca agenți antiretrovirali utilizați împotriva HIV.

Adapalen
Adapromină
Amantadină
Bromantan
Memantină
Rimantadină
Saxagliptină
Tromantadină
Vildagliptină